# Urobatis maculatus
Urobatis maculatus är en rockeart som beskrevs av Garman 1913. Urobatis maculatus ingår i släktet Urobatis och familjen Urotrygonidae. IUCN kategoriserar arten globalt som otillräckligt studerad. Inga underarter finns listade i Catalogue of Life.